# Alfred von Waldenfels
Alfred Friedrich Moritz Rudolf Freiherr von Waldenfels (* 27. Mai 1845 in Selb; † 1. Juni 1910 in Hof) war ein deutscher Verwaltungsjurist.

## Leben
Waldenfels was ein Sohn des Wilhelm Freiherr von Waldenfels, rechtskundiger Bürgermeister von Hof sowie Rittergutsbesitzer auf Gattendorf, und seiner Frau Mathilde, geb. von Müller. Er besuchte das Gymnasium in Hof und studierte ab 1864 Rechtswissenschaften an den Universitäten München, Leipzig und Würzburg. In München wurde er Mitglied des Corps Franconia. Nach dem juristischen Universitätsexamen, das er 1868 in München ablegte, war er als Rechtspraktikant in Hof beschäftigt. 1872 bestand er das Staatsexamen und erhielt eine Anstellung als Regierungsakzessist bei der Kammer des Innern der Regierung von Oberfranken. 1876 wurde er ständiger Funktionär am Bezirksamt Kemnath, im Juli 1878 Bezirksamtsassessor in Waldmünchen. 1886 wurde er nach Stadtamhof versetzt. Seit 1888 war er Bezirksamtmann in Brückenau. Am 27. Dezember 1895 wurden ihm Rang und Titel eines Königlich bayerischen Regierungsrats verliehen. Alfred von Waldenfels erwarb sich große Verdienste um die Entwicklung von Bad und Stadt Brückenau. Unter anderem stiftete er eine Allee aus Silberpappeln und Rotbuchen, die die Stadt mit dem Bad verband. 1908 trat er in den Ruhestand, den er in Hof verbrachte.

## Auszeichnungen
- Bayerischer Verdienstorden vom Heiligen Michael IV. Klasse
- Komturkreuz des K. k. Österreichischen Franz-Josef-Ordens (1896)